# Spilosoma luxerii
Spilosoma luxerii là một loài bướm đêm thuộc phân họ Arctiinae, họ Erebidae.